# 변증법적 유물론과 역사적 유물론
〈변증법적 유물론과 역사적 유물론〉(辯證法的 唯物論과 歷史的唯物論, “DIAMAT”)은 1938년 출간되어 소비에트 연방 공산당의 교본이 된 《볼셰비키 당사》의 제4장이다. 이 장은 스탈린이 썼으며, 마르크스-레닌주의를 기독교의 교리문답 형식으로 법전화했다. DIAMAT는 소련 내에서의 마르크스-레닌주의 논의를 교조화하는 데에 결정적인 역할을 했으며, 스탈린의 카를 마르크스, 프리드리히 엥겔스, 블라디미르 레닌 해석의 독점의 원형이 되었다.
스탈린 사후 탈스탈린화 과정에서 DIAMAT는 소련 공산당의 교정에서 삭제되었다.
DIAMAT는 한국사에서도 엄청난 영향을 남겼는데, 소군정의 민정장관인 로마넨코가 직접 김일성을 위한 마르크스-레닌주의 교재로 채택한 것으로 시작, 북한의 마르크스-레닌주의 연구의 기반이 되었다.